# جوانا فورمان
جوانا فورمان (بالإنجليزية: Joanna Fuhrman)‏ هي كاتِبة وشاعرة أمريكية، ولدت في 1972.

## وصلات خارجية
- الموقع الرسمي